# Carmel (revue)
Pour les articles homonymes, voir Carmel.
La revue Carmel est créée en 1911 par les moines de l'Ordre des Carmes déchaux français pour établir un lien avec les communautés séculières du Tiers-Ordre carmélite. Le bulletin d'une douzaine de pages grossit progressivement au cours des années pour atteindre 32 puis 80 pages au cours des années 1950. Mensuel au départ il passe trimestriel en 1955 et voit son contenu se détacher des questions du Tiers-Ordre (au profit d'une autre publication) pour devenir une revue de spiritualité plus généraliste. Le bulletin continue d'évoluer sur le fond (contenu spirituel) comme sur la forme (présentation, typographie) pour devenir aujourd'hui « une revue de "spiritualité chrétienne" à la lumière de la spiritualité carmélitaine ». Le bulletin de 120 pages, toujours trimestriel, aborde à chaque numéro un thème différent qu'il traite par une petite dizaine d'articles de fond.

## Historique
La revue Carmel est publiée en 1911, depuis la Belgique, où les frères Carmes français ont trouvé asile après leur expulsion par la Troisième République. Ce premier bulletin d'abord intitulé Bulletin du Tiers-Ordre de Notre-Dame du Mont-Carmel et de Sainte Thérèse, est créé pour faire le lien entre les pères Carmes exilés et les communautés de laïcs du Tiers-Ordre carmélitain toujours en France. Ce bulletin est ensuite renommé Le Carmel et son Tiers-Ordre, puis simplement Le Carmel.
Revenus en France, les pères Carmes ramènent l'équipe d'édition de la revue qui s'installe successivement à Lille, Agen, Le Petit-Castelet (près de Tarascon), La Plesse (Angers), Venasque, Toulouse.
La revue, publiée mensuellement jusqu'en 1940, voit son format s'épaissir lentement, passant d'une quinzaine de pages à 32 pages. Le nombre d'exemplaires diffusés tourne autour des 1500. En 1940 la revue devient bimensuelle. En 1953 elle devient trimestrielle et le reste jusqu'à ce jour. La revue s'ouvre plus largement aux auteurs extérieurs à l'ordre (environ 1/3 des articles), tout en accueillant des articles rédigés par les carmélites mais aussi à des membres du Tiers-Ordre.
Si le nombre de pages augmente progressivement, ainsi que la qualité des articles, la présentation reste austère jusqu'à l'arrivée de Louis Jou dans l'équipe de rédaction, en 1950. Celui-ci, à la fois typographe, peintre et graveur, amène une évolution dans la présentation de la revue (présentation plus esthétique, changement de typographie, enluminure...). En 1953, la création de la revue Scapulaire (aujourd'hui Vives Flammes), amène une modification du contenu de la revue Carmel qui s'allège de toute la partie destinée au Tiers-Ordre et se consacre alors sur les questions de fond, devenant alors « exclusivement une revue de spiritualité ». En 1955, une nouvelle maquette éditoriale est publiée. À partir de cette date, chaque numéro (publié trimestriellement) est constitué de 80 pages (au lieu de 32 précédemment). Si la revue connait un beau succès jusqu'à la fin des années 1960, des changements éditoriaux au tout début des années 1970 entrainent une « baisse de qualité et une perte de son identité carmélitaine ». Les ventes chutent alors au cours des années. Le père Pierre-Marie de la Croix, revoit la maquette de la revue, tout en conservant son format de 80 pages et sa diffusion trimestrielle. Le premier numéro de 1976 est publié sur cette nouvelle maquette avec un contenu tourné vers « l'esprit du Carmel ». Cette ligne éditoriale est conservée à ce jour. Le nombre de pages augmente lentement pour atteindre les 110-120 pages en 2000. Aujourd'hui, le frère Louis-Marie de Jésus définit la revue Carmel comme « une revue de "spiritualité chrétienne" qui se réapproprie tout le patrimoine ecclésial à la lumière de la spiritualité carmélitaine. ».
À l'occasion du centenaire de la revue, un colloque s'est tenu sous le thème « La vie mystique pour tous », et l'historique de la revue a été publiée dans 2 grands articles spécialisés,.

## Directeurs de publication

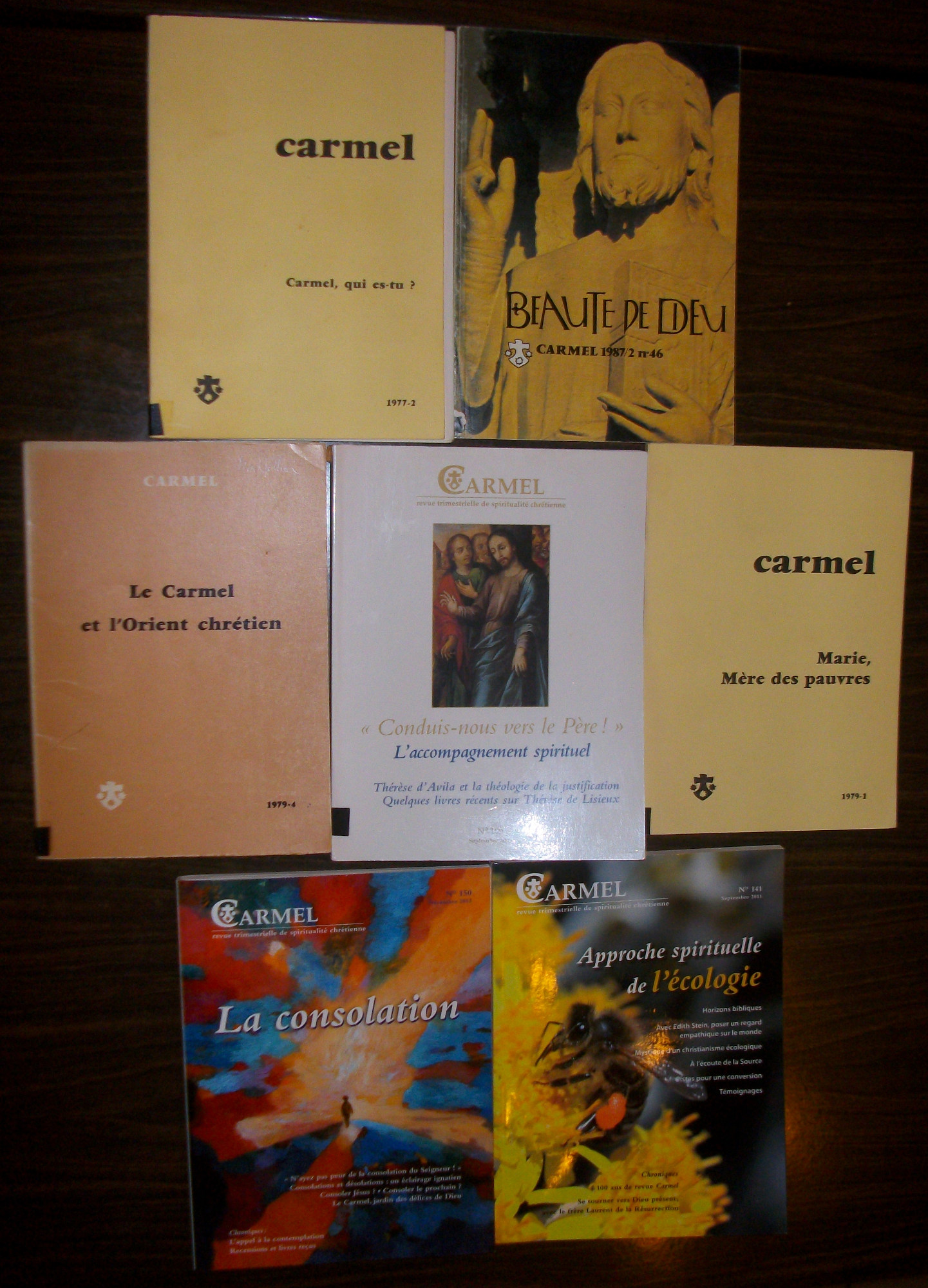
Exemples de revue Carmel, publié par les Éditions du Carmel

Liste des responsables de publication de la revue Carmel :
- 1911-1924 : Père Marie-Joseph du Sacré-Cœur
- 1925-1928 : Père Marie-Eugène de l'Enfant-Jésus
- 1928-1930 : Père Jean-Marie de l'Enfant-Jésus
- 1930-1942 : Père Théodore de Jésus
- 1942-1948 : Père Bernard de Saint-Joseph
- 1948-1955 : Père Dominique de Saint-Joseph
- 1955-1960 : Père Marie-Eugène de l'Enfant-Jésus
- 1960-1972 : Père Albert de l’Annonciation
- 1972-1975 : Père Alain Delay
- 1975-1996 : Père Pierre-Marie de la Croix
- 1996-2000 : Père Jean-Gabriel de l’Enfant-Jésus
- 2000-2008 : Père Philippe de Jésus-Marie
- 2008-.... : Père Marie-Laurent de la Résurrection

## Présentation de la revue
La revue est publiée trimestriellement, sous le format 16 x 21.5, et compte environ 120 pages. Le numéro 157 a été publié fin 2015. Le thème abordé dans le numéro, sert de titre pour le numéro en question.
Cette revue comporte un éditorial, suivi de 8 à 10 articles traitant d'un thème spirituel. La revue se termine sur quelques pages de chroniques et d'actualités du Carmel (agenda, recensions, vient de paraitre). La revue compte environ un millier d'abonnés (en 2010-2011). Elle est également vendu en librairie.
Quelques exemples de numéros publiés :
| - No 140 : La contemplation surnaturelle - No 141 : Approche spirituelle de l'écologie - No 142 : La vie mystique pour tous ? - No 143 : Thérèse d'Avila, Approche historique - No 144 : Sentier Dieu - No 145 : Masculin - Féminin devant Dieu | - No 146 : Le bienheureux François Palau y Quer - No 147 : Pour une lecture renouvelée de Thérèse d'Avila - No 148 : Vivre de Dieu - No 149 : Le corps, une vocation épiphanique - No 150 : La consolation - No 151 : Frère Laurent de la Résurrection | - No 152 : Regard sur la nouvelle évangélisation - No 153 : Vers la maturité spirituelle - No 154 : Enrichis par Sa pauvreté - No 155 : Accueillir aujourd'hui Thérèse d'Avila - No 156 : Solitude sonore - No 157 : Traverser la crise |

Anecdote : avant la création de la société des Éditions du Carmel, la revue Carmel (ou plutôt son équipe éditoriale) fait office de « procure carmélitaine », permettant aux lecteurs, par simple courrier, de se faire livrer différents livres et ouvrages religieux (mais aussi certains articles de vaisselle ou de décoration !). Elle imprime également des cantiques et des images pieuses dont elle n'hésite pas à faire la publicité... dans sa revue.